# Баїшев Гаврило Васильович
Гаврило Васильович Баїшев  він же Алтан Саринь (літературний псевдонім, означає «Золоті плечі») (1898, Жабильський наслег, Якутія -?) — якутський письменник і поет, лінгвіст — тюрколог, громадський діяч.

## Біографія
Гаврило Васильович Баїшев народився в 1898 році в селі Жабильський наслег Мегінського улусу в Якутії. Закінчив початкову школу. У 1917 році був учнем в поштово-телеграфній конторі Якутська. З 1918 по 1921 рік працював у поштово-телеграфному відділенні в селі Амга. За націоналістичним переконанням взяв участь у повстанні 1921—1922 років. Потім переховувався до амністії. У Якутську був учасником і секретарем товариств «Саха Омуку» і «Саха Кескіле». З 1924 по 1928 рік навчався в Ленінградському інституті живих східних мов. Входив до складу комісії з розробки нового якутського алфавіту. Був ученим секретарем Комітету якутської писемності.
В ніч з 5 на 6 листопада 1929 року Гавриїл Баишев був заарештований в Якутську в ході репресій проти якутської інтелігенції. Він був засуджений до трьох років концтабору. У таборі помер. Реабілітований Президією Верховного суду Якутській-Саха РСР 20 червня 1991 року.

## Творча діяльність
Під час навчання в ЛІЖВЯ здійснив переклад на російську мову сказанія — олонхо «Ала Булкун», записаного Васильєвим В. Н. в 1906 році. Висунув ряд пропозицій, що стосуються реформ якутської мови. Так, він пропонував, не запозичувати слова з російської мови, а утворювати нові від тюркських коренів — наприклад, замінити кальку з російської «аероплан» («дьарапилаан») на «тайаара». Ці ідеї зустріли критику, серед противників такого підходу був Платон Ойунський.
У 1998 році В. Н. Протодьяконовим був підготовлений і виданий збірник «Тоҕус етіҥ тойуга» («Пісня дев'яти небес»), куди увійшла творча спадщина Баїшева, його мовознавчі статті і листи, а також спогади про нього і матеріали слідства.